# Ведро

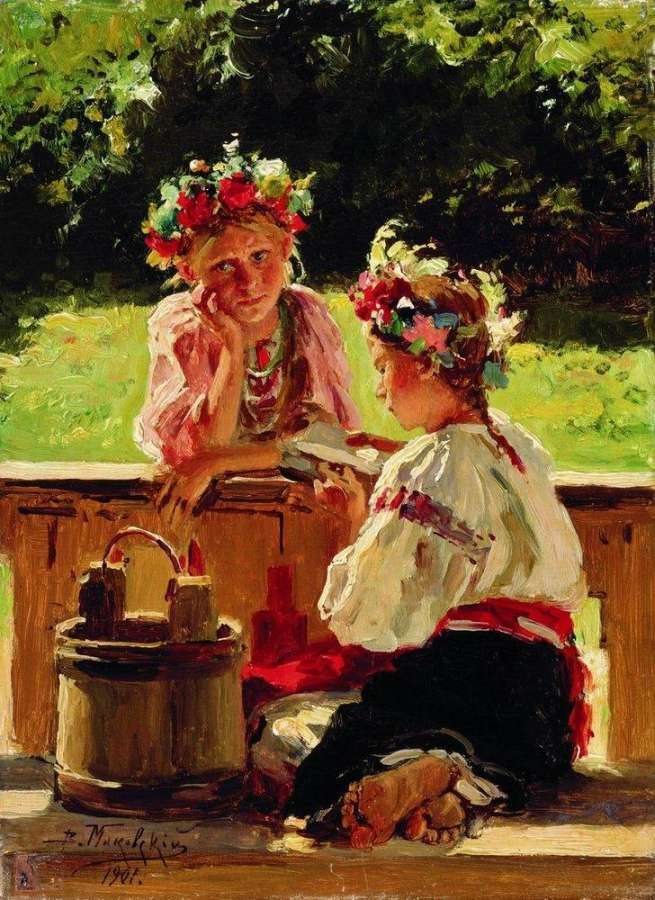
В. Е. Маковский. Девушки, освещённые солнцем. 1901

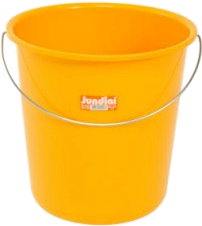
Пластиковое ведро

Ведро́ — сосуд для хранения жидких и сыпучих материалов и транспортировки их на небольшие расстояния.
Вёдра (водоносы) упомянуты в Библии (3Цар. 18:34) Дометрическая единица измерения — ведро — составляла сороковую часть бочки, что приблизительно равно 12,3 литра.

## Параметры
Вёдра бывают ёмкостью от 3 до 30 литров. Распространены жестяные вёдра ёмкостью около 12 литров.
Часто ломаются дужки жестянного вёдра из-за недостаточной толщины металла.

## Форма и предназначение

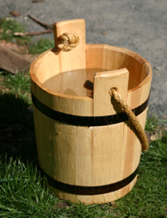
деревянное ведро

Наиболее распространены вёдра в форме усечённого конуса с широким верхом. Такая форма позволяет складировать пустые вёдра путём вкладывания их друг в друга для экономии места. Для удобства переливания жидкости вёдра могут иметь складку-носик в верхней части, что характерно для подойников — вёдер для сбора молока при ручном доении.
Цилиндрические вёдра обладают большей устойчивостью, что является предпосылкой использования их для фасовки, хранения и транспортировки лакокрасочных и прочих химических материалов и реактивов. Такие вёдра, как правило, имеют герметичную крышку, а форма дна и крышки позволяют осуществлять складирование их в несколько рядов.
Колодезные вёдра имеют форму высокого узкого цилиндра, позволяющую ведру легко проходить сквозь люк в верхнем строении колодца и облегчающую опрокидывание ведра при его погружении в воду. Вёдра общественных колодцев в сельской местности по санитарным нормам положено заделывать сеткой, исключающей возможность использовать ведро для водопоя лошадей.

## Пожарные вёдра

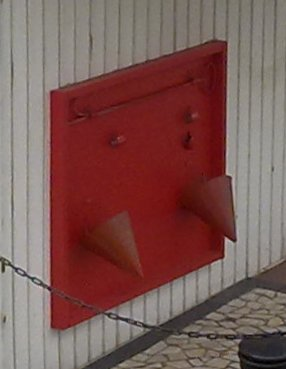
Пожарный щит с конусообразными вёдрами

Для комплектации пожарных щитов применяются пожарные вёдра — конические жестяные вёдра, которыми удобно сыпать песок и осуществлять выплёскивание воды вверх и вперёд. Кроме того, коническая форма препятствует использованию пожарных вёдер в бытовых целях. Также коническая форма пожарного ведра позволяет пробить нетолстый лёд на пожарном водоёме. В конце XIX — начале XX века на вооружении пожарных команд состояли вёдра, имеющие форму усечённого конуса или неправильной усечённой пирамиды, при отверстии, расположенном в узком сечении (клинообразном), позволяющие уменьшить излишний пролив воды, так как при тушении пожара обычными вёдрами лишь ¼ воды попадает из ведра по назначению, а остальные ¾ производят порчу имущества водой.